# Politiske partier i Grækenland
Dette er en liste over politiske partier i Grækenland.
Grækenland har et flerpartisystem.
| Navn på Dansk                                                   | Navn                                                                            | Navn          | Partiformand         | Partiformand | Politiske position              | Ideologi                                                            | Grækenlands parlament | Europa-Parlamentet |
| --------------------------------------------------------------- | ------------------------------------------------------------------------------- | ------------- | -------------------- | ------------ | ------------------------------- | ------------------------------------------------------------------- | --------------------- | ------------------ |
| Nyt Demokrati                                                   | Νέα Δημοκρατία Néa Dimokratía                                                   | NΔ ND         | Kyriakos Mitsotakis  |              | Centrum-højre                   | Liberalkonservatisme, Kristendemokrati                              | 158 / 300             | 8 / 21             |
| Koalitionen af Det Radikale Venstre (forkortet: SYRIZA)         | Συνασπισμός Ριζοσπαστικής Αριστεράς Synaspismos Rizospastikis Aristeras         | ΣΥΡΙΖΑ SYRIZA | Alexis Tsipras       |              | Centrum-venstre til venstrefløj | Demokratisk socialisme, Socialdemokratisme, Venstrepopulisme        | 86 / 300              | 6 / 21             |
| Bevægelsen for Forandring                                       | Κίνημα Αλλαγής Kinima Allagis                                                   | ΚΙΝΑΛ KINAL   | Fofi Gennimata       |              | Centrum-venstre                 | Socialdemokratisme                                                  | 22 / 300              | 2 / 21             |
| Grækenlands Kommunistiske Parti                                 | Κομμουνιστικό Κόμμα Ελλάδας Kommounistikó Kómma Elládas                         | KKE           | Dimitris Koutsoumpas |              | Venstrefløj                     | Kommunisme, Marxisme-Leninisme                                      | 15 / 300              | 2 / 21             |
| Græske Løsning                                                  | Ελληνική Λύση Elliniki Lisi                                                     | ΕΛ EL         | Kyriakos Velopoulos  |              | Højrefløj                       | Nationalisme, Nationalkonservatisme Euroskepticisme, Højrepopulisme | 10 / 300              | 1 / 21             |
| Den Europæiske Realistiske Modstands Front (fortkortet: MeRA25) | Μέτωπο Ευρωπαϊκής Ρεαλιστικής Ανυπακοής Μétopo Evropaikís Realistikís Anypakoís | ΜέΡΑ25 MeRA25 | Yanis Varoufakis     |              | Venstrefløj                     | Demokratisk socialisme, Progressivisme,                             | 9 / 300               | 0 / 21             |